# Кашина (Богдановицький міський округ)
Ка́шина (рос. Кашина) — присілок у складі Богдановицького міського округу Свердловської області.
Населення — 147 осіб (2010, 125 у 2002).
Національний склад станом на 2002 рік: росіяни — 93 %.